# Onib Olmedo
Pour les articles homonymes, voir Olmedo.
Onib Olmedo, né le 7 juillet 1937, et mort le 8 septembre 1996, est un artiste-peintre expressionniste philippin primé. Il a illustré The Body Book (1993) de Gilda Cordero-Fernando. Il a créé l'art populiste et dépeint la partie marginalisée de la société. En 1970, il a décidé de passer après 12 ans de carrière dans l'architecture, à la peinture, où il est devenu une figure de premier plan dans l'expressionnisme philippin.